# Sofia Berg-Böhm
Sofia Berg, känd som Sofia Berg-Böhm, född 7 maj 1971 i Lidingö församling i Stockholms län, är en svensk skådespelare och sångare. Hon är utbildad vid Berklee College of Music, Teaterhögskolan i Malmö samt Kungliga Musikhögskolan i Stockholm.

## Biografi
Berg-Böhm engagerades vid Stockholms stadsteater 1992. Hon har medverkat i uppsättningar vid Unga Klara, Boulevardteatern, Judiska teatern, Malmö Dramatiska Teater och Stockholms stadsteater. Tillsammans med bland andra Mindscape, Östblocket, Sirocco och Jannes Fenomenala Orkester har hon spelat in skivor och gjort konserter. Hon har även framträtt med Miriam Oldenburg och Semmy Stahlhammer. 
2017 tilldelades Berg-Böhm Kungliga Musikaliska akademiens Folkmusikpris.
Hon är dotter till teaterchefen Stefan Böhm och Gudrun Berg.

## Discografi
- 1989: Freilach Express – East goes west
- 1992: Mindscape – Bring You Down
- 2000: Östblocket – Present
- 2001: Mazel – Mazeltov
- 2004: Östblocket – Yes, we are a Swedish Balkan band, you don't have to look twice
- 2007: Östblocket – Gift
- 2009: Jannes Fenomenala Orkester – Jannes fenomenala orkester
- 2010: Sirocco – Sirocco (EP)
- 2014: Jannes Fenomenala Orkester – Mera Mera
- 2014: Sirocco – Amirim

## Filmografi
- 1998 – Vasasagan
- 2002 – Beck – Sista vittnet
- 2003 – Hon är död (kortfilm)
- 2004 – Om Stig Petrés hemlighet (TV-serie)
- 2010 – Du sköna
- 2011 – Arne Dahl: Misterioso
- 2012 – Äkta människor (TV-serie)
- 2012 – The Arbiter
- 2018 – Sthlm Rekviem (TV-serie)

## Teater

### Roller
| År   | Roll          | Produktion                                         | Regi             | Teater                   |
| ---- | ------------- | -------------------------------------------------- | ---------------- | ------------------------ |
| 1992 | En ryska      | Landet utan gräns Arthur Schnitzler                | Jan Håkanson     | Stockholms stadsteater   |
| 2007 | Kundry        | Parsifal Richard Wagner                            | Nils Poletti     | Unga Tur                 |
| 2010 | Hannah Arendt | Den banala kärleken Arthur Schnitzler              | Voula Kereklidou | Uppsala Stadsteater      |
| 2010 | Elin Lövborg  | Hedda Gabler                                       | Sara Giese       | Riksteatern              |
| 2010 |               | Jacques Brel is alive and well and living in Paris | Kajsa Giertz     | Parkteatern              |
| 2015 | Oum Khaltum   | Oum Re:Orient                                      | Johanna Huss     |                          |
| 2016 |               | Fablerna Aisopos                                   | Carolina Frände  | Kulturhuset Stadsteatern |
| 2016 |               | Vår tids fruktan och elände                        | Henrik Dahl      | Teater Tribunalen        |

### Fotnoter
1. 1 2  Sveriges befolkning 2000, Sveriges Släktforskarförbund, 2020, läst: 11 oktober 2021.[källa från Wikidata]
2. ↑  CineMagia, Cinemagia person-ID: 471486, läst: 4 april 2022.[källa från Wikidata]
3. ↑  läs online, www.musikaliskaakademien.se , läst: 11 oktober 2021.[källa från Wikidata]
4. ↑  ”Officiell webbplats”. Arkiverad från originalet den 26 mars 2016. https://web.archive.org/web/20160326181146/http://sofiabergbohm.se/cv.htm. Läst 13 september 2015.
5. 1 2   Sveriges befolkning 1990. Ramsele: Svensk arkivinformation (SVAR), Riksarkivet. 2011. Libris 12076919. ISBN 9789188366917
6. ↑  ”Kungl. Musikaliska akademiens Folkmusikpris - Kungliga Musikaliska Akademien”. www.musikaliskaakademien.se. http://www.musikaliskaakademien.se/verksamhet/priserutmarkelserochstipendier/kunglmusikaliskaakademiensfolkmusikpris.1030.html. Läst 21 februari 2020.
7. ↑  Jenny Aschenbrenner (23 juli 2007). ”Gladknasig karnevalsteater”. Dagens Nyheter. https://www.dn.se/arkiv/kultur/gladknasig-karnevalsteater/. Läst 7 juni 2019.
8. ↑  ”Vår tids fruktan och elände urpremiär 16 september”. Teater Tribunalen. http://tribunalen.com/arkiv/var-tids-fruktan-och-elande-urpremiar-16-september/. Läst 3 november 2018.